# USAC National Championship 1958
USAC National Championship 1958 var ett race som kördes över 13 omgångar. Tony Bettenhausen tog sin enda titel i mästerskapet, medan Jimmy Bryan vann årets Indianapolis 500. Samtidigt tog Jim Rathmann en mycket prestigefylld trippelseger mot de europeiska stjärnorna i en ovaltävling på Monza i Italien.

## Delsegrare
| Datum        | Bana             | Vinnare        |
| ------------ | ---------------- | -------------- |
| 30 mars      | Trenton          | Len Sutton     |
| 30 maj       | Indianapolis 500 | Jimmy Bryan    |
| 8 juni       | Milwaukee        | Art Bisch      |
| 15 juni      | Langhorne        | Eddie Sachs    |
| 4 juli       | Lakewood         | Jud Larson     |
| 16 augusti   | Springfield      | Johnny Thomson |
| 24 augusti   | Milwaukee        | Rodger Ward    |
| 1 september  | DuQuoin          | Johnny Thomson |
| 6 september  | Syracuse         | Johnny Thomson |
| 14 september | Indiana          | Eddie Sachs    |
| 28 september | Trenton          | Rodger Ward    |
| 26 oktober   | Sacramento       | Johnny Thomson |
| 11 november  | Arizona          | Jud Larson     |

## Slutställning
| Plats | Förare            | Poäng |
| ----- | ----------------- | ----- |
| 1     | Tony Bettenhausen | 1830  |
| 2     | George Amick      | 1640  |
| 3     | Johnny Thomson    | 1520  |
| 4     | Jud Larson        | 1250  |
| 5     | Rodger Ward       | 1160  |
| 6     | Jimmy Bryan       | 1000  |
| 7     | Eddie Sachs       | 990   |
| 8     | Johnny Boyd       | 800   |
| 9     | Don Branson       | 790   |
| 10    | A.J. Foyt         | 700   |